# El Equipo Ranma contra el Legendario Fénix
El Equipo de Ranma contra el Legendario Fénix (en japonés "Chou Musabetsu Kessen! Ranma Team vs Densetsu no Houou") es la tercera película de la serie Ranma ½.

## Resumen de la Trama
La Historia, basada en un capítulo aparecido en el tomo N.º 29 del manga original, gira alrededor de un Fénix que sale de un cascarón en la cabeza de Kuno, y le permite derrotar Ranma. Para hacer que el Fénix abandone su cabeza, deben dársele píldoras de crecimiento que Akane es incapaz de preparar pero que Shampoo y Ukyo logran hacer. Con ellas el Fénix crece hasta llegar a proporciones godzilescas (quedándose pegado en la cabeza de Kuno), y vuela a través de Tokio destruyendo los edificios y todo lo demás que se atraviese en su camino. Toma un largo rato y con las fuerzas combinadas de Ranma, Akane, Ryoga, Shampoo y Ukyo obligar finalmente a que el pájaro deje la cabeza de Kuno y vuele lejos.

## Reparto
| Personaje                | Actor de Voz (Japón) |
| ------------------------ | -------------------- |
| Ranma (hombre)           | Kappei Yamaguchi     |
| Ranma (mujer)            | Megumi Hayashibara   |
| Akane Tendo              | Noriko Hidaka        |
| Shampoo                  | Rei Sakuma           |
| Ryoga Hibiki             | Kōichi Yamadera      |
| Genma Saotome            | Kenichi Ogata        |
| Soun Tendo               | Ryunosuke Okobayashi |
| Kasumi Tendo             | Kikuko Inoue         |
| Nabiki Tendo             | Minami Takayama      |
| Kuno Tatewaki            | Hirotaka Suzuoki (†) |
| Ukyo Kuonji              | Hiromi Tsuru         |
| Sasuke Sarugakuge        | Shigeru Chiba        |
| Vendedor de Antigüedades | Koichi Kitamura      |

## Curiosidades
- Debido a su corta duración, muchos consideran a esta historia como una de las Ovas, inclusive su banda sonora se halla incluida en los CD musicales de las mismas.

- Datos: Q3930134